# 6 جمادى الآخرة
- السبت
- الأحد
- الاثنين
- الثلاثاء
- الأربعاء
- الخميس
- الجمعة

- 2830 نوفمبر 2024
- 291 ديسمبر 2024
- 12 ديسمبر 2024
- 23 ديسمبر 2024
- 34 ديسمبر 2024
- 45 ديسمبر 2024
- 56 ديسمبر 2024
- 67 ديسمبر 2024
- 78 ديسمبر 2024
- 89 ديسمبر 2024
- 910 ديسمبر 2024
- 1011 ديسمبر 2024
- 1112 ديسمبر 2024
- 1213 ديسمبر 2024
- 1314 ديسمبر 2024
- 1415 ديسمبر 2024
- 1516 ديسمبر 2024
- 1617 ديسمبر 2024
- 1718 ديسمبر 2024
- 1819 ديسمبر 2024
- 1920 ديسمبر 2024
- 2021 ديسمبر 2024
- 2122 ديسمبر 2024
- 2223 ديسمبر 2024
- 2324 ديسمبر 2024
- 2425 ديسمبر 2024
- 2526 ديسمبر 2024
- 2627 ديسمبر 2024
- 2728 ديسمبر 2024
- 2829 ديسمبر 2024
- 2930 ديسمبر 2024
- 3031 ديسمبر 2024
- 11 يناير 2025
- 22 يناير 2025
- 33 يناير 2025

6 جُمادى الآخرة أو 6 جُمادی‌ الثانية أو يوم 6 \ 6 (اليوم السادس من الشهر السادس) هو اليوم الرابع والخمسون بعد المائة (154) من أيَّام السنة (أو الخامس والخمسون بعد المائة لو كان شهر ربيع الآخر مُتممًا لليوم الثلاثين أو السادس والخمسون بعد المائة لو أتم كلاً من صفر وربيع الآخر ثلاثين يوماً) وفق التقويم الهجري القمري (العربي). يبقى بعده 200 أو 201 يومًا لانتهاء السنة.

## أحداث
- 1184هـ - الجيش الإمبراطوري الروسي يستولي على قلعة «بندر» العثمانية المهمة على الساحل الجنوبي من نهر تورلا، وقد ذبح الروس كافة المسلمين الموجودين بالسيف.
- 1342هـ - الإعلان عن فوز حزب الوفد بأول انتخابات برلمانية في مصر.
- 1343هـ - دولة حلب ودولة دمشق تتحدان في بلد واحد باسم سوريا.
- 1356هـ - الصينيون يستولون على تركستان الشرقية بمساعدة السوفييت الروس، بعد هزيمتهم للمسلمين بقيادة «عبد النياز بك» وجيشه البالغ 80 ألف جندي.
- 1357هـ - توقف جريدة الفرقان الجزائرية عن الصدور بعد صدور 6 أعداد منها فقط.
- 1367هـ - عصابات الهاجاناه الصهيونية ترتكب مجزرة قرية ناصر الدين قضاء طبريا بفلسطين حيث قتلت 50 فلسطينيًّا من أصل 90 هم سكان القرية.
- 1375هـ - انضمام السودان إلى جامعة الدول العربية.
- 1382هـ - المجلس التأسيسي الكويتي ينجز مشروع الدستور ويرفعه للأمير.
- 1390هـ - بدء تنفيذ اتفاق وقف إطلاق النار على الجبهة المصرية الإسرائيلية والذي يستمر لمدة 90 يومًا حسب مضمون مبادرة روجرز.
- 1426هـ - نائب رئيس الوزراء ووزير الدفاع اللبناني إلياس المر يتعرض لمحاولة اغتيال بتفجير سيارته.
- 1429هـ - احتراق طائرة سودانية بعد هبوطها على أرض مطار الخرطوم.
- 1430هـ - إيران تعدم 3 أشخاص بتهمة التورط في تفجير «مسجد زاهدان» بعد يوم من تفجير المسجد.
- 1436هـ - بدء التدخل العسكري في اليمن بقيادة السعودية.

## مواليد
- 1302هـ - أحمد حسن الزيات، أديب مصري.
- 1342هـ - أحمد السعيد إبراهيم سليمان، أحد رواد الدراسات التركية في مصر وعضو مجمع اللغة العربية بالقاهرة.
- 1352هـ - أحلام، مطربة مصرية.
- 1353هـ - عزت العلايلي، ممثل مصري.
- 1381هـ - ناجي فام، مذيع مصري.
- 1394هـ - نيكول سابا، مغنية وممثلة لبنانية.
- 1401هـ - مي نور الشريف، ممثلة مصرية.
- 1408هـ - رامي أبو صلاح، شاعر وملحن وأديب فلسطيني.
- 569هـ - ضياء الدين المقدسي، عالم دين حنبلي مسلم.

## وفيات
- 639هـ - أوقطاي خان، خاقان إمبراطورية المغول.
- 1307هـ - محمد سليم العطار، فقيه ومحدث ومفسر ومدرس سوري.
- 1312هـ - نقولا النقاش، قانوني وصحفي وشاعر عثماني لبناني.
- 1376هـ - بشير السعداوي، سياسي ليبي.
- 1417 هـ -عبد الله يوركي حلاق، شاعر وصحفي وكاتب سوري.
- 1429هـ - جنكيز أيتماتوف، كاتب قيرغيزي.
- 1430هـ - جعفر النميري، رئيس جمهورية السودان.
- 1443 هـ - تهاني الجبالي، نائب رئيس المحكمة الدستورية العليا المصرية السابق، وأول امرأة مصرية تتولى مهنة القضاء في الحقبة المعاصرة.

## وصلات خارجية
- موقع قصة الإسلام: حدث في شهر جُمادى الآخرة.